# Aéroport international Sam-Ratulangi

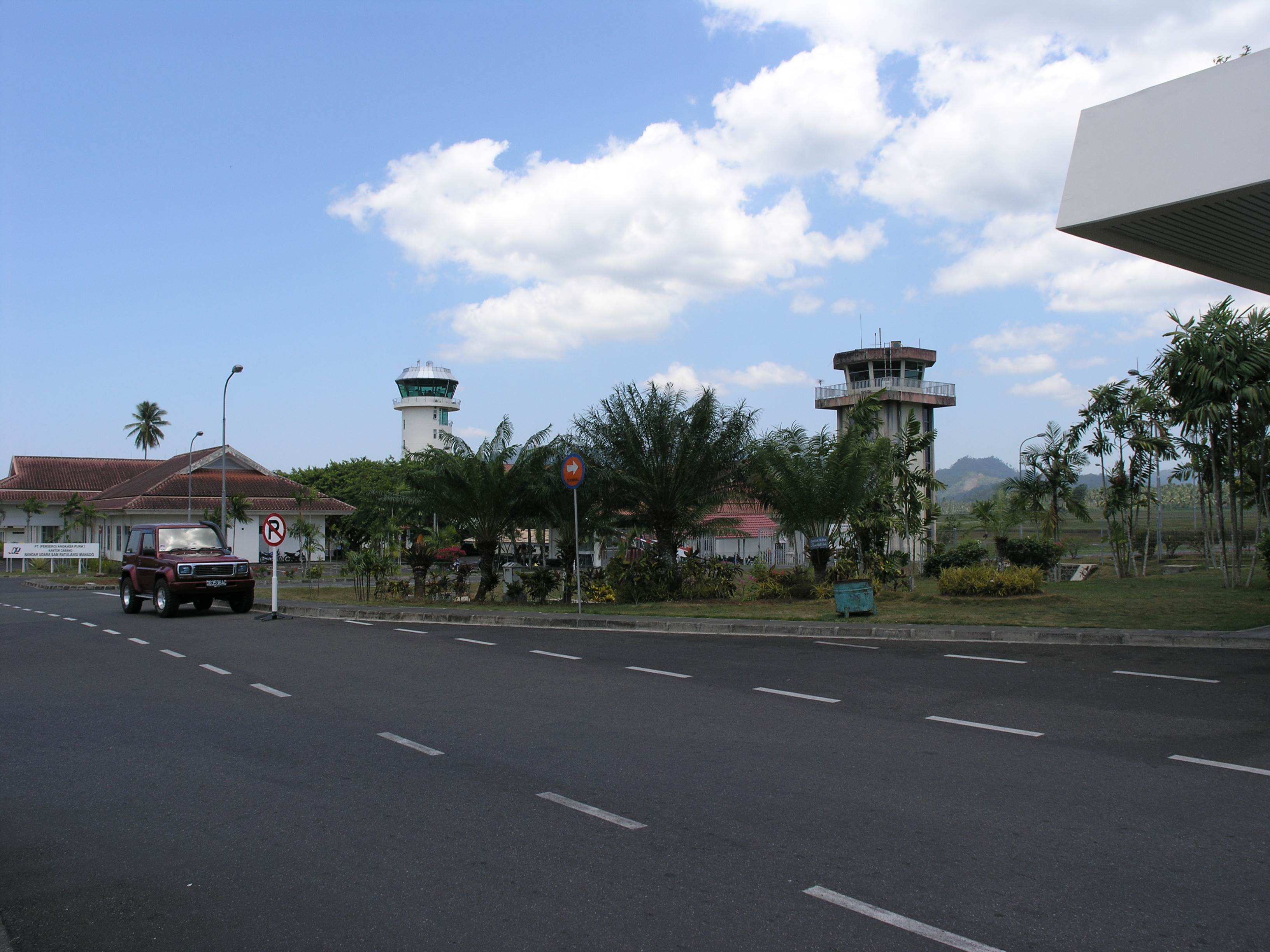
Sam Ratulangi : la tour de contrôle

L'aéroport international Sam Ratulangi (ou Aéroport international de Manado) (code IATA : MDC • code OACI : WAMM) est l'aéroport de la ville de Manado, la capitale provinciale de Sulawesi du Nord. Il est situé à 13 kilomètres au nord-est de la ville. L'aéroport a pris le nom du héros de l'indépendance Sam Ratulangi.
Un nouveau terminal a été construit et ouvert en 2001, avec 21 comptoirs d'enregistrements et  4 passerelles d'embarquement. Le terminal international, de 4044 m², peut accueillir jusqu'à 183 000 passagers, et le terminal domestique, de 14 126 m², peut lui accueillir jusqu'à 1,3 million de passagers par an.
L'aéroport est actuellement le hub de la Lion Air/Wings Air pour le nord-est de l'Indonésie.

## Situation
| Banda Aceh Denpasar Pangkal · Pinang Tanjung · Pandan Djakarta-Soekarno-Hatta Bengkulu Solo Semarang Pangkalan · Bun Palangkaraya Sampit Palu Djakarta-Halim Perdanakusuma Samarinda Malang Surabaya Balikpapan Ende Kupang Komodo Gorontalo Jambi Bandar Lampung Ambon Tarakan Ternate Manado Gunung · Sitoli Medan Wamena Biak Merauke Timika Jayapura Pekanbaru Batam Tanjung · Pinang Bau-Bau Banjarmasin Makassar Palembang Bandung Pontianak Ketapang Bima Lombok Manokwari Sorong Padang Yogyakarta |

## Compagnies aériennes et destinations
| Compagnies                             | Destinations |
| -------------------------------------- | --- |
| Airfast Indonesia                      | Timika Charter: Ambon-Pattimura |
| Batik Air                              | Djakarta-S.-Hatta |
| Citilink                               | Djakarta-S.-Hatta, Makassar-Sultan-Hasanuddin, Surabaya-Juanda Charter: Fuzhou-Chánglè |
| Garuda Indonesia                       | Denpasar-Bali, Djakarta-S.-Hatta |
| Garuda Indonesia opéré par Explore Jet | Gorontalo-Jalaluddin, Luwuk, Makassar-Sultan-Hasanuddin, Sorong, Ternate |
| Lion Air                               | - Balikpapan-Sultan-A.-M.-Sulaiman, - Changsha, - Canton-Baiyun, - Djakarta-S.-Hatta, - Makassar-Sultan-Hasanuddin, - Shanghai-Pudong, - Shenzhen-Bao'an, - Sorong, - Surabaya-Juanda Charter: - Changzhou, - Chengdu-Shuangliu, - Chongqing-Jiangbei, - Koror R. Tmetuchl, - Macao, - Wuhan |
| NAM Air                                | Sorong, Ternate |
| SilkAir                                | Singapour-Changi |
| Wings Air                              | - Ambon-Pattimura, - Galela (en), - Gorontalo-Jalaluddin, - Luwuk, - Melangguane (en), - Miangas (en), - Île Morotai (en), - Palu-Mutiara, - Sorong, - Naha, - Tarakan, - Ternate, - Kau Kuabang (en),                                                                                       |
| XpressAir                              | Luwuk, Melangguane (en), Sorong |

Édité le 13/04/2018

## Transports au sol

### Taxi
De nombreux taxis attendent devant l'aéroport, jusqu'au dernier vol de la journée.

## Statistiques

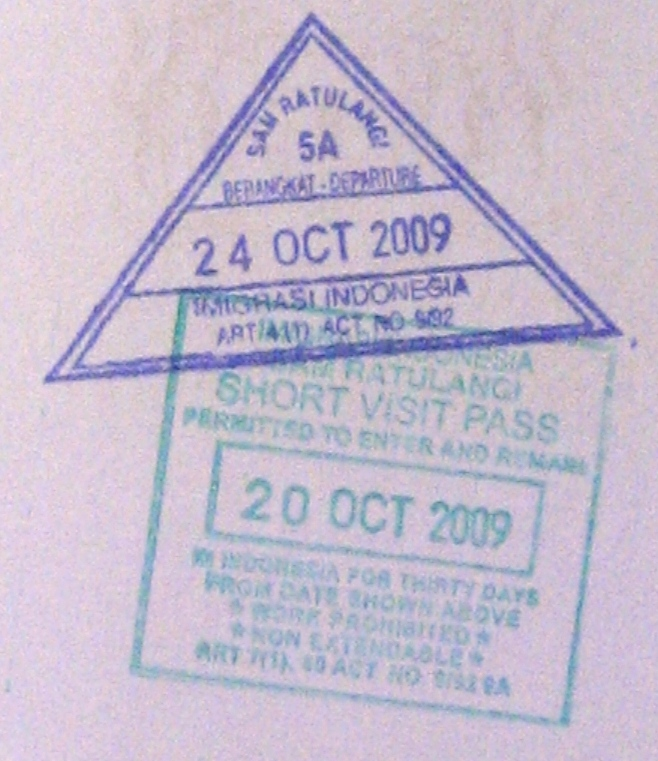
Tampon d'entrée (en vert) et de sortie de l'aéroport.

| Année | Intérieur | Intérieur      | Intérieur | International       | International  | International |
| Année | Passagers | Cargo (tonnes) | Vols      | Passagers Movements | Cargo (tonnes) | Vols          |
| ----- | --------- | -------------- | --------- | ------------------- | -------------- | ------------- |
| 2005  | 1 037 961 | 7 923 948      | 15 288    | 39 678              | 331 394        | 545           |
| 2006  | 1,065,691 | 9,150,055      | 14,112    | 44,043              | 403,650        | 599           |
| 2007  | 1,070,471 | 9,529,574      | 13,126    | 46,833              | 326,921        | 652           |
| 2008  | 1 110 634 | 9 776 389      | 13 393    | 52 483              | 245 688        | 678           |
| 2009  | 1 233 513 | 9 905 420      | 14 002    | 75 985              | 459 530        | 841           |

Source : « North Sulawesi Government Office of Transportation, Communication, and Information Systems »(Archive.org • Wikiwix • Archive.is • Google • Que faire ?), 12 mai 2014 (id)

## Accidents et incidents
[Traduire passage]
- 16 février 1967 - Garuda Indonesia Flight 708, UPG-MDC, Lockheed L-188C Electra (PK-GLB), 22 of 84 passengers were killed (no fatalities among the eight crew members). Flight 708 departed Jakarta at 00:30 GMT on February 15 for a flight to Manado via Surabaya and Makassar. On the second leg of the flight, bad weather in Makassar forced the crew to return to Surabaya. The flight continued the next day to Makassar and on to Manado. The cloud base in Manado was 900 feet with two kilometer visibility. An approach to runway 18 was made, but after passing a hill 200 feet above runway elevation and 2720 feet short of the threshold, the pilot realised he was too high and left of the centreline. The nose was lowered and the aircraft banked right to intercept the glide path. The speed decreased below the 125 knots target threshold speed and the aircraft – still banked to the right – landed heavily 156 feet short of the runway threshold. The undercarriage collapsed and the aircraft skidded and caught fire[2].
- 1974 - Douglas C-47A PK-ZDF of Zamrud Airlines was written off in an accident. Date is variously reported as 4 April, 6 April or 4 June[3].
- 7 janvier 1976 - Mandala Airlines, Vickers 806 Viscount (PK-RVK), no fatalities. Landing in slight intermittent rain, the aircraft touched down 520 meters down the runway. The aircraft overran the runway, crossed a ditch and three drains before coming to rest 180 meters past the end of the runway[4].
- 10 décembre 1982 - Bouraq Indonesia Airlines, Hawker Siddeley HS-748 (PK-IHI), no fatalities. The nose landing gear collapsed on landing, causing the aircraft to veer off the runway[5].
- 9 octobre 1986 - East Indonesia Air Taxi, MAL-MDC, Shorts SC.7 Skyvan (PK-ESC), all 10 passengers and 3 crew members were killed. Struck a mountain[6].
- 9 mai 1991 - Merpati Nusantara Airlines 7533, TTE-MDC, Fokker F-27 Friendship (PK-MFD), all eight passengers and five crew members were killed. Flight 7533 (Ambon-Ternate-Manado) departed Ternate at 1:53 pm for a 50-minute flight to Manado. On approach to Manado, the aircraft crashed into a cloud-shrouded mountain in bad visibility and heavy rainfall[7].
- 1er janvier 2007 - Adam Air 574, SUB-MDC, Boeing 737-400 (PK-KKW), all 96 passengers and six crew members are missing and presumed dead. Flight 574 went missing during a domestic flight to Manado. Last contact was at 2:07 pm when the flight was en route at flight level 35,000 feet. Initial reports indicate that the flight changed course twice as a result of severe (130 km/h) crosswind. The aircraft crashed into the sea. On January 11, part of the jetliner's tail, food trays, and other debris were pulled from the sea. On January 25, a U.S. Navy ship detected signals coming from the flight recorder. The Flight Data Recorder (FDR) was recovered from a depth of on 2000 meters on August 27. The Cockpit Voice Recorder (CVR) was recovered on August 28 from a depth of 1900 meters[8].